# Sonic Drift 2
Sonic Drift 2 (Japonês: ソニックドリフト, Hepburn: Sonikku dorifuto 2) é um jogo eletrônico produzido pela Sonic Team e distribuído pela Sega lançado para Game Gear e Master System. O jogo é a continuação do game Sonic Drift de 1994, agora com mais opções de personagens.
A nova versão trouxe algumas mudanças, que melhoraram o jogo, tais como: novos personagens que ficaram de fora do primeiro jogo (como Knuckles por exemplo), novas pistas, e algumas outras mudanças internas (como as chamadas das fases, as opções e a pequena melhora gráfica, que era o ponto fraco do jogo anterior).
Após seu lançamento, a Famicom Tsūshin deu uma pontuação de 19 de 40 para o jogo.

## Jogabilidade
Ao lado temos a tela de jogo, que é relativamente simples. Na parte superior temos ao centro o mapa da fase. As fases podem ser do tipo abertas ou fechadas. As abertas é um circuito sem volta, onde você deve sair da largada até a bandeirada final sem dar voltas. Já as pistas fechadas são aquelas tradicionais, com voltas (3 voltas sempre). No canto superior esquerdo temos o ícone do personagem selecionado, o contador de anéis e o item disponível. À direita temos o competidor que está em primeiro ou segundo lugar. O percentual representa a sua velocidade relativa à do oponente. Se estiver 100%, significa que a sua velocidade é a mesma do oponente. Se estiver mais ou menos, significa o quanto sua velocidade representa em relação à do adversário. Finalmente, na parte inferior temos o circuito, que geralmente é uma rua estreita, com uma zebra (que não tem importância se tocar nela) e a área de brita/grama ou em alguns cenários, o espaço.

## Enredo
Sonic e seus amigos, Tails e Amy se inscreveram na corrida da South Island (Ilha do Sul), uma corrida em que era possível ganhar todas 7 Esmeraldas do Caos. Sabendo disso, Eggman também se inscreve para ganhar a corrida de Sonic e ficar com as Esmeraldas, porém ele não queria fazer isso do jeito certo, ele trapaceou e fez sua base Death Egg no final da última pista (Milky Alway) para que os corredores entrassem na sua base e acabando se atrapalhando com as curvas e perdendo e a corrida. E Metal Sonic se inscreveu na corrida para que disputasse com Sonic na mesma velocidade. Knuckles descobriu a enrascada que Eggman preparava para seus amigos e decidiu ir avisá-los, mas para alcançá-los teve que se escrever na corrida, e ao mesmo tempo ele poderia ganhar as Esmeraldas.